# گل‌های سوسن (فیلم)
گل‌های سوسن (انگلیسی: Lilies) فیلمی در ژانر درام است که در سال ۱۹۹۶ منتشر شد. از بازیگران آن می‌توان به گری فارمر و روبر لالوند اشاره کرد.